# Carlos Letelier
Carlos Roberto Letelier Bobadilla (San Bernardo, 7 de agosto de 1911-Santiago, agosto de 1998) fue un abogado, juez y político chileno.

## Vida personal
Hijo de Carlos Letelier Letelier y Amelina Bobadilla Bravo. Casado con Emilia Pérès Robert, con quien tuvo cinco hijos.
Realizó sus estudios primarios y secundarios en el Liceo de Hombres de San Bernardo y en el Instituto Nacional. Entró a la Facultad de Derecho de la Universidad de Chile, titulándose de abogado el 30 de diciembre de 1937. Su tesis de licenciatura llevó por título “De los interdictos o juicios posesorios sumarios".
Ejerció su profesión en San Bernardo y en Santiago. Entre 1938 y 1943 fue secretario de la Intendencia de Chiloé.
Entre otras actividades, fue socio del Club de Leones de Rancagua y del Automóvil Club de Chile.

## Carrera judicial
Ingresó al Poder Judicial el 18 de agosto de 1943, como secretario del Juzgado de Mayor Cuantía de Valdivia. Al año siguiente ocupó el mismo cargo en el Juzgado de Mayor Cuantía de Rancagua. Fue relator de las Cortes de Apelaciones de Chillán (1955) y Talca (1956). En 1957, asumió como juez del Segundo Juzgado de Letras de Talca. 
En abril de 1960 fue nombrado relator de la recién creada Corte de Apelaciones de Punta Arenas, y posteriormente Ministro de la misma en 1963. En 1973 regresó a Rancagua como Ministro de la Corte de Apelaciones de dicha ciudad. Tres años más tarde fue designado ministro de la Corte de Apelaciones de Santiago.
Fue nombrado ministro de la Corte Suprema de Justicia de Chile en 1979, acogiéndose a jubilación el 5 de septiembre de 1989. Además, fue ministro del Tribunal Calificador de Elecciones para el cuadrienio 1987-1991 y presidente subrogante de la Comisión Antimonopolios.

## Senador institucional
En virtud de lo prescrito en el diseño original de la Constitución de 1980, Letelier fue designado senador institucional por la Corte Suprema para el período 1990-1998 en su calidad de exministro del máximo tribunal, junto a Ricardo Martin Díaz.
Integró las Comisiones de Constitución, Legislación, Justicia y Reglamento; y la de Vivienda y Urbanismo. Fue senador reemplazante en la Comisión de Gobierno, Descentralización y Regionalización.
Falleció en Santiago, en agosto de 1998.